# S/2011 J 1
S/2011 J 1, o Giove LXXII, è un piccolo satellite naturale irregolare del pianeta Giove.

## Scoperta
Il satellite è stato scoperto il 27 settembre 2011 (primo satellite di Giove scoperto in quell'anno) da Scott S. Sheppard utilizzando il telescopio Magellano-Baade da 6,5 m dell'Osservatorio di Las Campanas, in Cile. L'annuncio ufficiale della scoperta è stato dato il 29 gennaio 2012 e a quel punto il satellite ha ricevuto la designazione provvisoria S/2011 J1.
Poco dopo la scoperta è stato perduto, ma ne è stata annunciata la riscoperta il 17 settembre 2018.

## Denominazione
In attesa della promulgazione della denominazione definitiva da parte dell'Unione Astronomica Internazionale, il satellite è noto mediante la numerazione ufficiale Giove LXXII, assegnatagli dopo la riscoperta del 17 settembre 2018.

## Parametri orbitali
Il satellite è caratterizzato da un movimento retrogrado ed appartiene al gruppo di Carme, costituito dai satelliti naturali di Giove irregolari caratterizzati da un moto retrogrado attorno al pianeta, da semiassi maggiori compresi fra i 22 e 24 milioni di km e da inclinazioni orbitali comprese tra 163° e 166° all'eclittica.
S/2011 J 1 orbita intorno a Giove con un semiasse maggiore di circa 20155290 km in circa 582 giorni, con un'eccentricità di 0,2963. L'orbita è retrograda, con una inclinazione di circa 162,83°; di conseguenza, il satellite si muove in direzione opposta alla rotazione del pianeta.